# Dominatrix (band)
Dominatrix var en synthpop/electronica-gruppe fra USA.